# BRP Miguel Malvar (PS-19)
Le BRP Miguel Malvar (PS-19) est une corvette de la marine philippine, navire de tête de la classe Malvar (en) issue de la classe PCE-842 (en) de l'US Navy construite pendant la Seconde Guerre mondiale. Celle-ci dérive de la classe Admirable.
Il porte le nom de Miguel Malvar (1865-1911), général de la Révolution philippine.

## Histoire
C'est l'ancien patrouilleur PCE(R)-852 mis en service le 26 mai 1944. Il a été construit au chantier naval Pullman Company de Chicago. Il a servi dans l'United States Navy de 1945 à 1966. Il a pris le nom de USS Brattleboro (PCE(R)-852) le 15 février 1956. Le 11 juillet 1966 il a été transféré dans la marine de la République du Viêt Nam et renommé Ngoc Hoi (HQ-12).
Après la chute du Vietnam du Sud en 1975, il a été acquis par la marine philippine le 5 avril 1976 et a pris le nom de RPS Miguel Malvar (PS-19). Reclassé en corvette, il est immatriculé BRP Miguel Malvar (PS-19) le 23 juin 1980. Entre 1990 et 1992 il subit une modernisation technique et de son armement et il est versé à la flotte philippine des patrouilleurs. Il est du retiré du service le 10 décembre 2021 avec le BRP Magat Salamat alors qu'ils étaient les plus vieux navires philippins et les derniers de leur classe.
Il coule a 30 milles marins au large de San Antonio (Zambales) le 5 mai 2025 alors qui devait servir de navire cible pour un exercice entre américains et philippins.

## Classe Miguel Malvar
Cinq navires furent transférés par les États-Unis aux Philippines en 1948. Six autres rejoignirent la flotte philippine en 1975 et 1976 en provenance du Sud Viêt Nam.
| Nom                   | N°    | Lancement        | Mise en service | Statut                                |
| --------------------- | ----- | ---------------- | --------------- | ------------------------------------- |
| BRP Datu Tupas        | PS-18 | 14 novembre 1943 | Novembre 1975   | Retiré du service                     |
| BRP Miguel Malvar     | PS-19 | 1er mars 1944    | Novembre 1975   | Retiré du service le 10 décembre 2021 |
| BRP Magat Salamat     | PS-20 | 19 mars 1944     | Novembre 1975   | Retiré du service le 10 décembre 2021 |
| BRP Sultan Kudarat    | PS-22 | 18 mai 1943      | Novembre 1975   | Retiré du service                     |
| BRP Datu Marikudo     | PS-23 | 18 mars 1944     | 5 avril 1976    | Retiré du service                     |
| BRP Cebu              | PS-28 | 10 novembre 1943 | Juillet 1948    | Retiré du service                     |
| BRP Negros Occidental | PS-29 | 24 février 1944  | Juillet 1948    | Retiré du service                     |
| RPS Leyte             | PS-30 | 20 juin 1944     | Juillet 1948    | Retiré du service                     |
| BRP Pangasinan        | PS-31 | 24 avril 1943    | Juillet 1948    | Retiré du service                     |
| BRP Iloilo            | PS-32 | 3 août 1943      | Juillet 1948    | Retiré du service                     |
| RPS Samar             | PS-33 | 20 novembre 1943 | 24 mai 1948     | Retiré du service                     |

### Note et référence
1. ↑  https://www.thedefensepost.com/2021/11/12/philippines-weapons-equipment-korea/
2. ↑  https://newsinfo.inquirer.net/1526341/ph-navy-retires-2-ships-in-service-for-44-years
3. ↑  https://www.pna.gov.ph/articles/1249382

- (en) Cet article est partiellement ou en totalité issu de l’article de Wikipédia en anglais intitulé « BRP Miguel Malvar (PS-19) » (voir la liste des auteurs).